# Anna Hopkin
Anna Hopkin (Chorley, 24 de abril de 1996) é uma nadador britânica, campeã olímpica.

## Carreira
Hopkin conquistou a medalha de ouro nos Jogos Olímpicos de Verão de 2020 em Tóquio na prova de revezamento 4×100 m medley misto, ao lado de Kathleen Dawson, Adam Peaty, James Guy e Freya Anderson, com a marca de 3:37.58.